# Ahmed El-Nemr
Ahmed El-Nemr, född 21 november 1978, är en egyptisk bågskytt. Han deltog vid olympiska sommarspelen 2012 och olympiska sommarspelen 2016.